# Sparganothina nana
Espèce
Sparganothina nana est une espèce de papillons de nuit de la famille des Tortricidae.

## Répartition et habitat
Sparganothina nana est décrite du Costa Rica.

## Taxinomie
L'espèce Sparganothina nana est décrite par Bernard Landry en 2001.